# Craterul Suavjärvi
Suavjärvi (în limba rusă:Суавъярви) este un lac și un crater de impact în Republica Carelia, Rusia la  aproximativ 50 km nord de orașul Medvezhyegorsk.

## Date generale
Lacul Suavjärvi  care are aproximativ 3 km lățime este situat în centrul craterului.
Craterul are 16 km în diametru și se estimează că are aproximativ 2.4 miliarde ani. Este cel mai vechi crater de impact cunoscut de pe Pământ. Nu foarte mult din crater a supraviețuit, deși, unele blocuri mari de șoc, compuse din brecii de impact, au fost găsite.